# روزالیا هوستی
روزالیا هوستی (مجاری: Rozália Orosz؛ زادهٔ ۲۸ ژانویهٔ ۱۹۶۴) ورزشکار شمشیربازی اهل رومانی است.
وی در مسابقات کشوری و بین‌المللی در مجموع برندهٔ ۲ مدال نقره، ۱ مدال برنز شده‌است.